# Ribeira da Prata
Ribeira da Prata est une ville du nord de l'île de Santiago au Cap-Vert.

## Description
Ribeira da Prata fait partie de la municipalité de Tarrafal.
Elle a été mentionnée sous le nom de Rivera de Prata sur la carte de 1747 de Jacques-Nicolas Bellin.

## Population
Au recensement de 2010, la ville comptait 1 009 habitants.